# Nagyszalatna
Nagyszalatna (szlovákul: Zvolenská Slatina, korábban Veľká Slatina) község Szlovákiában, a Besztercebányai kerületben, a Zólyomi járásban. Kisszalatna tartozik hozzá.

## Fekvése
Zólyomtól 10 km-re keletre, a Szalatna-patak jobb partján fekszik.

## Története
A régészeti leletek tanúsága szerint a község területén már a bronzkorban is éltek emberek, a lausitzi kultúra emlékei kerültek itt elő.
A falut 1263-ban említik először. 1332-ben a pápai tizedjegyzékben is szerepel, amikor plébániáját a zólyomi plébániák között „Petrus de Sancta Crux de Solio” alakban említik. Eszerint templomát a Szent Kereszt Felmagasztalása tiszteletére szentelték. 1393-ban „Salathna”, 1406-ban „Zalathna Zolyensis”, 1410-ben „Zalathna” alakban szerepel az oklevelekben. Nagy kiterjedésű határa volt és mivel a véglesi váruradalom központi részén feküdt, az uradalom természetes központja volt. A 15. század elejétől mezőváros, a királytól kiváltságokat kapott. 1584-től 1664-ig a töröknek fizetett adót. A 17. századtól a szalatnai határ a gyetvai uradalom igazgatása alá került. 1722-ben üveghutáját említik.
A 18. század végén Vályi András így ír róla: „Nagy Szalatna. Mezőváros Zólyom Várm. földes Ura H. Eszterházy Uraság, lakosai katholikusok, ’s másfélék is, fekszik Zólyomhoz 1 mértföldnyire; patakja által nedvesíttetik. Itten állapodott vala meg Homonnai Bálint 1605-ben hadi népével, minekelőtte Zólyomot ostromlotta vólna. 1709-ben pedig Pálfy János, hogy Rákóczinak Katonáit akadályoztassa. Hajdan arany bányái is vóltak, de azoknak már most tsak emlékezetek esméretes; határja középszerű, vagyonnyai külömbfélék, Szalatna vize néha megönti.”
1828-ban 151 házában 1491 lakos élt.
Fényes Elek 1851-ben kiadott geográfiai szótárában így ír a városról: „Nagy-Szalatna, tót m. v., Zólyom vmegyében, a Szalatna vize mellett s völgyében, 592 kath., 899 ev. lak. Kath. és evang. anyaszentegyház. Határa a legjobbak közüli a megyében; szép szarvasmarhát és sok juhot nevel. Van savanyu vize is. F. u. h. Eszterházy. Van helyben postahivatala.”
A trianoni diktátumig Zólyom vármegye Nagyszalatnai járásának székhelye volt.

### Kisszalatna
Nagyszalatnától 5 km-re nyugatra, a Szalatna-patak partján található.
A 18. század végén Vályi András így ír róla: „SZALATNA. Kis Szalatna. Tót falu Zólyom Várm. földes Ura Hg. Eszterházy Uraság, lakosai katolikusok, Nagy Szalatnának filiája; földgyei középszerűek, mint vagyonnyai.”
Fényes Elek 1851-ben kiadott geográfiai szótárában így ír a faluról: „Kis-Szalatna, tót falu, Zólyom vmegyében, 9 kath., 225 evang. lak. Szép réteket bir. F. u. h. Eszterházy. Ut. p. N.-Szalatna.”
A trianoni diktátumig Zólyom vármegye Nagyszalatnai járásához tartozott.

## Népessége
| Év:            | 1994. | 2004.   | 2014.   | 2024.   |
| -------------- | ----- | ------- | ------- | ------- |
| Emberek száma: | 2548  | 2671    | 2830    | 2795    |
| Eltérés:       |       | +4,82 % | +5,95 % | -1,23 % |

| Év:            | 2023. | 2024.   |
| -------------- | ----- | ------- |
| Emberek száma: | 2760  | 2795    |
| Eltérés:       |       | +1,26 % |

1880-ban 2162 lakosából 2004 szlovák és 60 magyar anyanyelvű, Kisszalatnán 309 szlovák és 1 magyar anyanyelvű élt.
1890-ben 2505-en lakták, ebből 2376 szlovák és 70 magyar anyanyelvű, Kisszalatnán 318 szlovák és 4 magyar anyanyelvű.
1900-ban 2501 lakosából 2323 szlovák és 125 magyar anyanyelvű, Kisszalatnán 314 szlovák és 3 magyar anyanyelvű élt.
1910-ben 2492-en lakták: 2260 szlovák és 190 magyar anyanyelvű, Kisszalatnán 310 szlovák és 7 magyar anyanyelvű.
1921-ben 2586 lakosából 2553, Kisszalatnán 348 csehszlovák élt.
1930-ban 2224 lakosából 2211, Kisszalatnán 335 csehszlovák élt.
1991-ben 2567-en lakták, ebből 2479 szlovák és 5 magyar.
2001-ben 2570 lakosából 2543 szlovák, 82 cigány és 3 magyar volt.
2011-ben 2803-an lakták: 2546 szlovák, 92 cigány és 4 magyar.

## Neves személyek
- Itt született Bahily János (1856-1916) szlovák származású mérnök, tervező és feltaláló. Repüléstechnikai úttörő, a helikopter egyik korai feltalálója.
- Itt született 1893. február 9-én Bittera Gyula gyógynövénytermesztő
- Itt született 1904. október 23-án Szalatnai Rezső író, irodalomtörténész, műfordító[5]
- Itt született 1919-ben Mária Ďuríčková szlovák meseíró.
- Itt szolgált Hadik János (1631–1681) evangélikus lelkész.
- Itt szolgált Matunák Mihály (1866-1932) római katolikus pap, tanár, történész, turkológus, levéltáros.
- Itt szolgált Balassa Géza (1914-1994) régész, történetíró.
- Itt hunyt el 1897-ben Leustach Lajos Zólyom vármegyei főszolgabíró, amatőr régészeti kutató.

## Nevezetességei
- A Szent Kereszt Felmagasztalása tiszteletére emelt római katolikus temploma 1787-ben épült barokk stílusban.
- Evangélikus temploma 1784-ben épült klasszicista stílusban, neogótikus homlokzattal.